# Дендерский зодиак

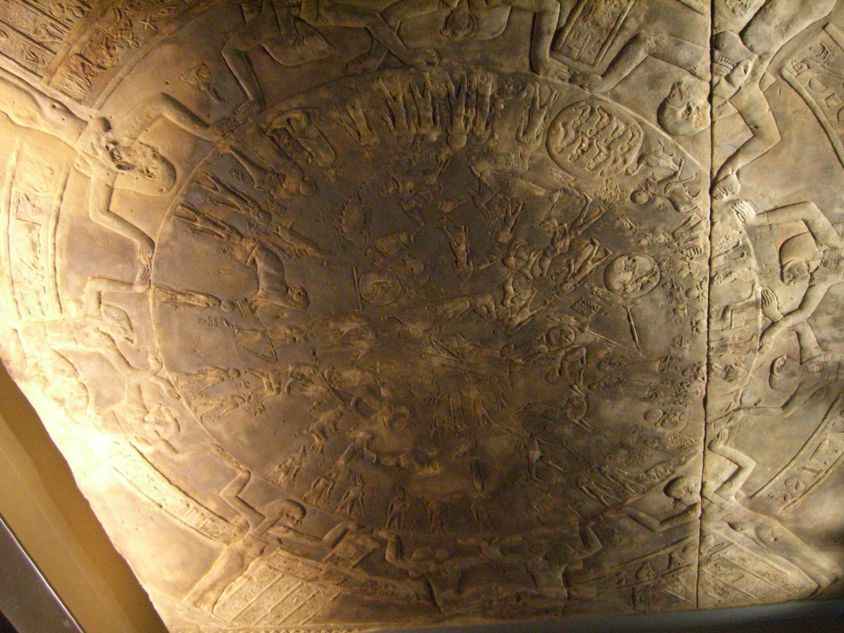
Дендерский зодиак в Лувре

Дендерский зодиак — древнеегипетский астрономический барельеф в храмовом комплексе Хатхор в Дендере. Находился на потолке пронаоса (портика) часовни, посвящённой Осирису. Содержит изображения 12 знаков зодиака.
Строительство часовни было начато в поздний период Птолемеев; её пронаос был добавлен при императоре Тиберии. Это позволило Шампольону датировать рельеф греко-римским периодом, однако большинство его современников относили его к Новому царству.
Данный рельеф, который Джон Х. Роджерс характеризовал как «единственную полную карту древнего неба, которую мы имеем», предположительно служил основой, на которой были построены более поздние астрономические системы. Сейчас зодиак находится во Франции (с 1821), в Лувре (с 1922).

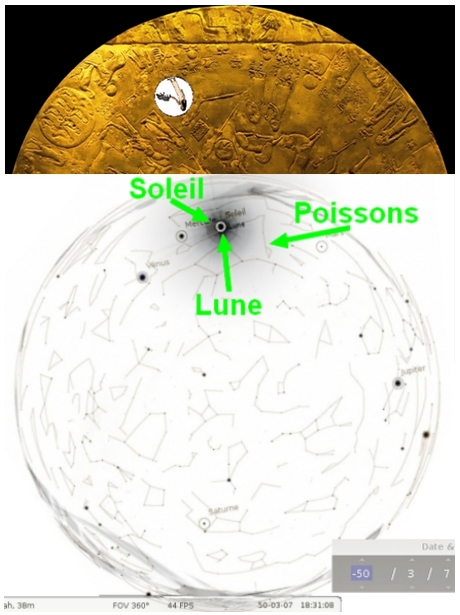
Солнечное затмение 7 марта 51 г. до н. э.

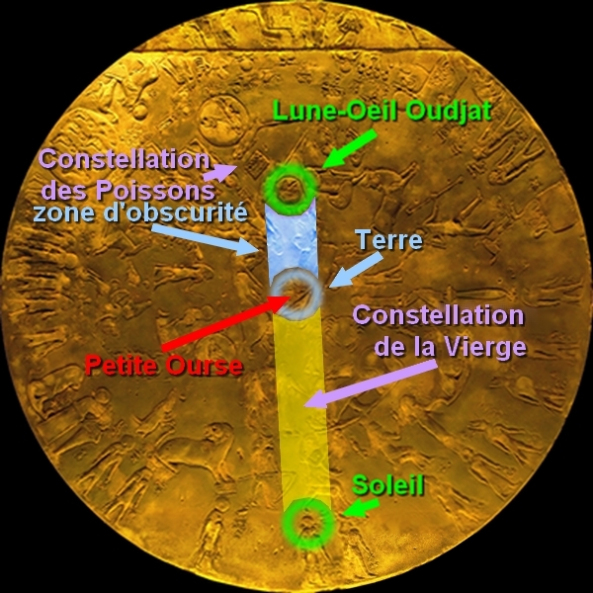
Лунное затмение 25 сентября 52 г. до н. э.

## Даты затмений
Сильвия Ковиль из Центра компьютерных египтологических исследований Утрехтского университета и французский астрофизик Эрик Обур датировали зодиак 50 г. до н. э., потому что на зодиаке изображено расположение пяти планет, известных египтянам, которое повторяется раз в тысячу лет, а также два затмения.
Солнечное затмение указывает на дату 7 марта 51 г. до н. э.: оно показано кругом, внутри которого богиня Исида держит бабуина (бога Тота) за хвост.
Лунное затмение указывает на дату 25 сентября 52 г. до н. э.: оно показано кругом, внутри которого Глаз Гора. Количество лунных затмений в год от 2 до 4, поэтому имеется ещё несколько подходящих лунных затмений.

## Описание
Зодиак — это планисфера, или карта звёзд в проекции на плоскости, которая показывает 12 созвездий зодиакального пояса, которые формируют 36 деканов по 10 дней каждый, и планеты. Деканы — это группы звёзд первой величины; они использовались в древнеегипетском календаре, который основывался на лунном цикле продолжительностью около 30 суток и на гелиакическом восходе звезды Сотис (Сириус).
Изображение зодиака круглой формы является уникальным для искусства Древнего Египта, более типичны прямоугольные зодиаки, которые можно увидеть в портике того же храма.

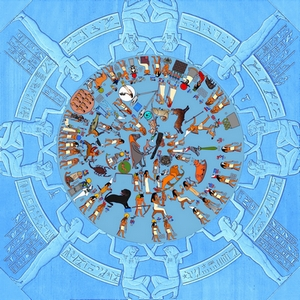
Дендерский зодиак в оригинальных цветах (реконструкция)

Небесный купол изображен диском, который держат четыре небесные колонны в форме женщин, между которыми расположены духи с головами соколов. На первом кольце 36 духов символизируют 360 дней древнеегипетского года.
На внутреннем круге можно увидеть созвездия, которые образуют знаки зодиака. Некоторые из них изображены в привычных греко-римских иконографических образах, например: Овен, Телец, Скорпион и Козерог — хотя большинство изображений значительно отличается от принятых в Древней Греции. Водолей изображен как бог разливов Хапи, который держит две вазы, с которых потоком течёт вода. Роджерс отметил родство иконографии непохожих на греческие изображений с тремя табличками «Селевкидского зодиака», а их обоих — с изображениями на кудурру, вавилонских межевых камнях. То есть, Роджерс считал Дендерский зодиак «полной копией Месопотамского зодиака»

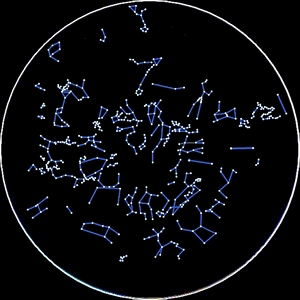
Дендерский зодиак с 48 созвездиями Клавдия Птолемея, выделенными из 72 созвездий на нём.

## История находки и перемещения во Францию
Во время Египетской кампании Наполеона, Доминик Виван-Денон зарисовал круглый, более известный, и прямоугольные зодиаки храма Хатхор. В 1802 году, по завершении кампании, Дэнон опубликовал гравюры потолка храма в своей Voyage dans la Basse et la Haute Egypte. Публикация вызвала споры, касающиеся датировки зодиака: мнения разделились от десятков тысяч до тысяч или до сотен лет. Кроме того, неясно было, является ли зодиак планисферой или астрологической картой. Торговец антиквариатом Себастьян-Луи Солнье нанял Клода Лелоррейна, чтобы изъять зодиак из храма. Зодиак был привезён в Париж в 1821 году, и в 1822 был помещен Людовиком XVIII в Королевскую библиотеку (позже получившую название Национальной библиотеки Франции). В 1922 году зодиак был перенесен в Лувр.